# Północna piramida w Mazghunie
Północna piramida w Mazghunie – nieukończona piramida znajdująca się na terenie stanowiska archeologicznego Mazghuna, budowa nad nią miała trwać podczas panowania Sobekneferu. W założeniu miała być większa od południowej piramidy, finalnie wybudowano jedynie fundamenty budowli.